# Air International
Air International è una rivista britannica che tratta argomenti di aviazione, sia civile che militare.  È stata pubblicata dal 1971.

## Storia e profilo
La rivista fu pubblicata per la prima volta nel giugno 1971 con il nome Air Enthusiast. Nel gennaio 1974 il suo titolo fu cambiato in  Air Enthusiast International e quindi in Air International nel luglio 1974.
Air International è pubblicata da Key Publishing Limited.  La rivista ha sede a Stamford, Lincolnshire. Altre pubblicazioni di aviazione dello stesso editore sono Air Forces Monthly, Airliner World, Airports International e FlyPast.